# Mòng biển đầu xám
Chroicocephalus cirrocephalus là một loài chim trong họ Laridae.
Chúng sinh sống sinh sản trong các khu vực không liên tục ở Nam Mỹ và châu Phi phía nam sa mạc Sahara. Đây không phải là thực sự di cư, nhưng phổ biến hơn trong mùa đông. Đây là loài lang thang hiếm đến Bắc Mỹ và Tây Ban Nha. Như là trường hợp với nhiều loài mòng biển, loài này theo truyền thống được đặt trong chi Larus.

## Hình ảnh

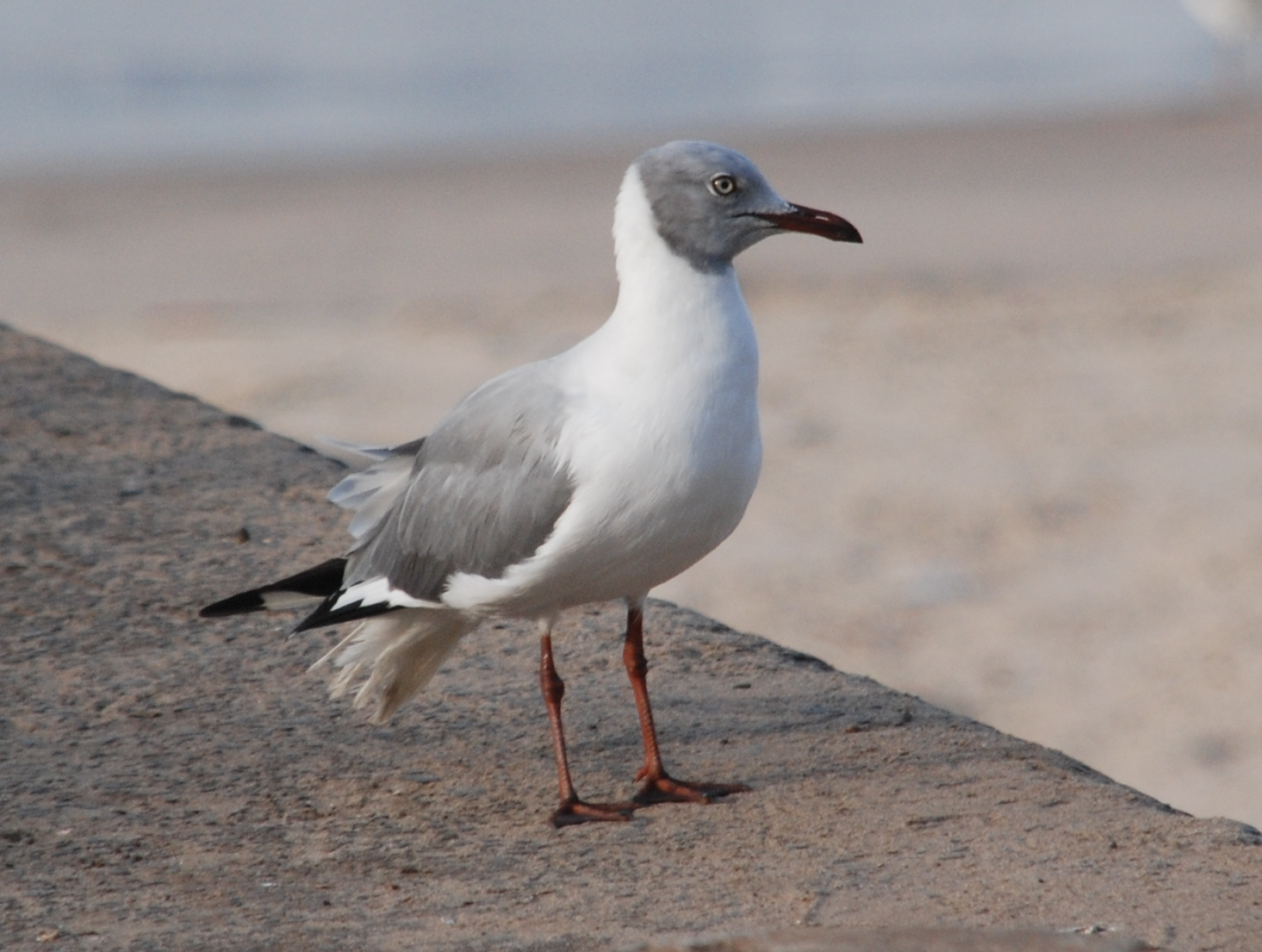
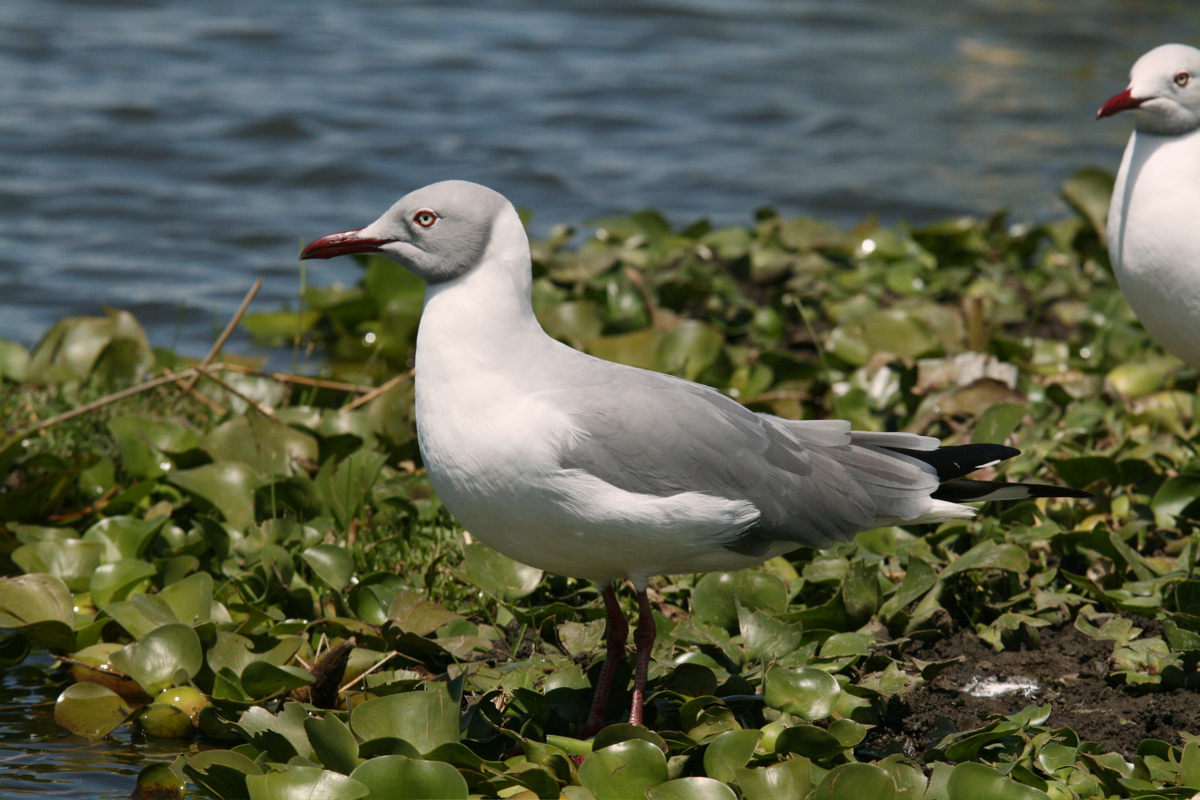
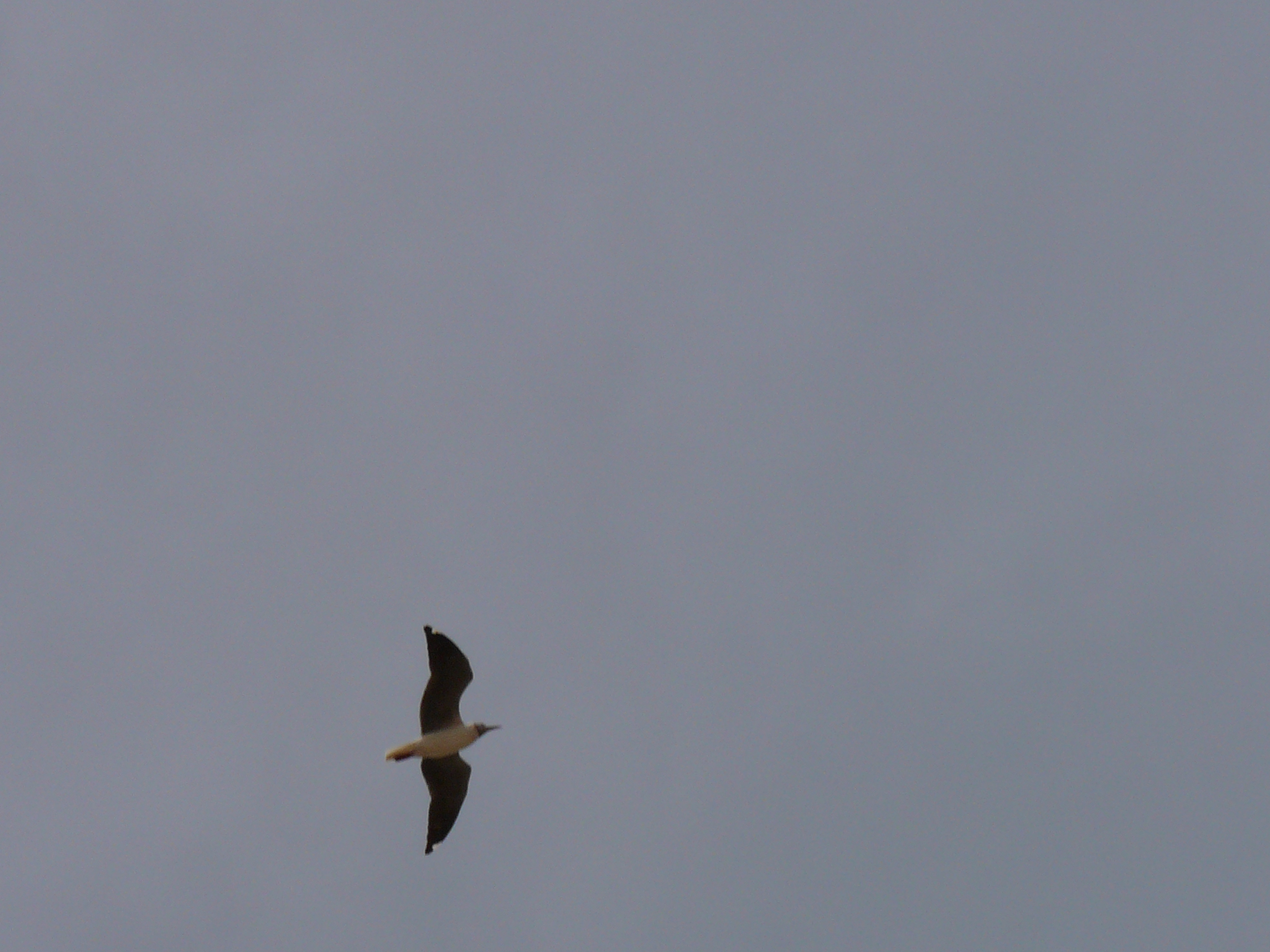
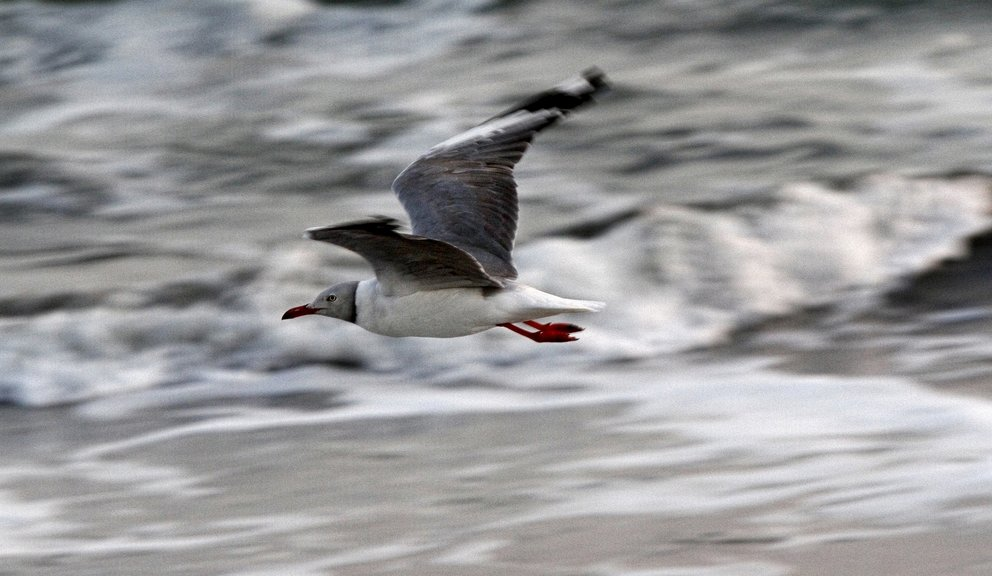
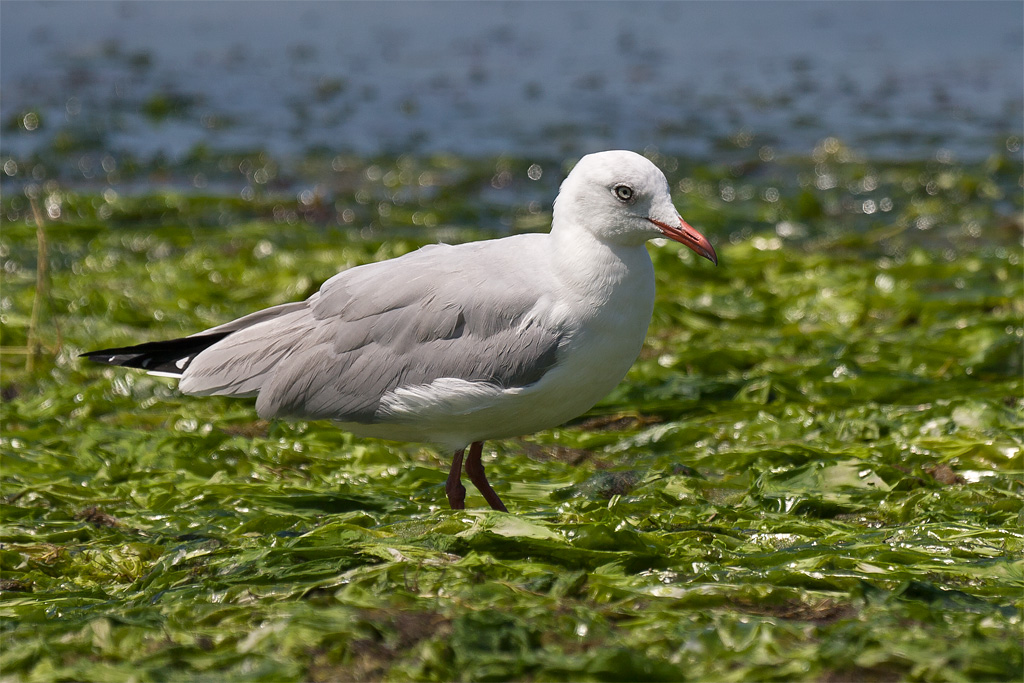
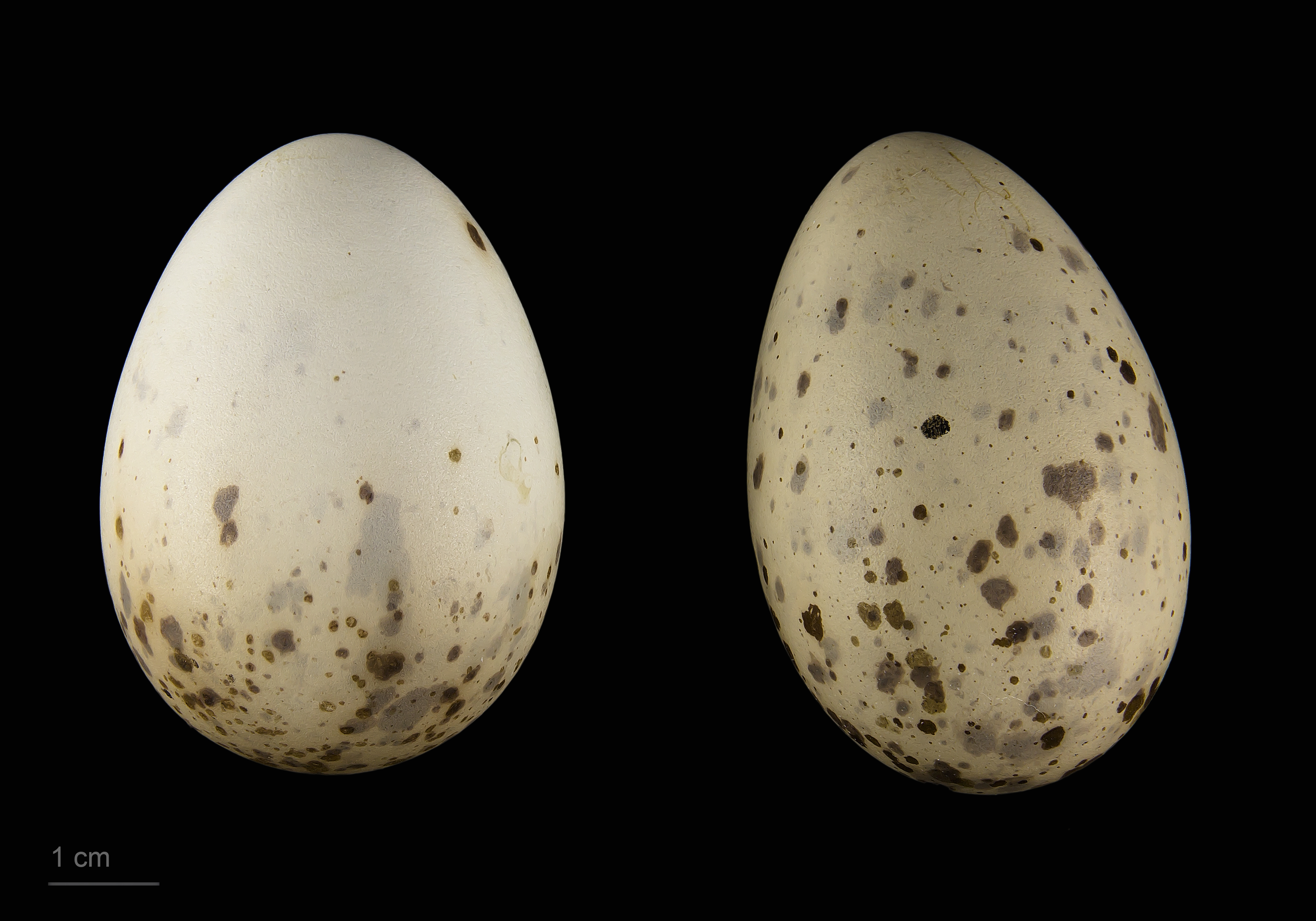
Museum specimen